# Phoniscus atrox
Phoniscus atrox é uma espécie de morcego da família Vespertilionidae. Pode ser encontrada na Indonésia, Malásia e Tailândia. 